# (10173) Hanzelkazikmund
(10173) Hanzelkazikmund est un astéroïde de la ceinture principale.

## Description
(10173) Hanzelkazikmund est un astéroïde de la ceinture principale. Il fut découvert le 21 avril 1995 à l'Observatoire d'Ondřejov par Petr Pravec et Lenka Šarounová. Il présente une orbite caractérisée par un demi-grand axe de 3,08 UA, une excentricité de 0,07 et une inclinaison de 8,8° par rapport à l'écliptique.

## Compléments